# 安德鲁瓦河畔舍米耶
安德魯瓦河畔舍米耶（法語：Chemillé-sur-Indrois，法語發音：[ʃəmije syʁ ɛ̃dʁwa]）是法国安德尔-卢瓦尔省的一个市镇，位于该省东南部，属于洛什区。

## 地理
安德鲁瓦河畔舍米耶（47°9'40"N, 1°9'57"E）面积24.87 平方千米，位于法国中央-卢瓦尔河谷大区安德尔-卢瓦尔省，该省份为法国中西部省份，北起萨尔特省、东北接卢瓦-谢尔省，东南接安德尔省，南至维埃纳省，西临曼恩-卢瓦尔省。
与安德鲁瓦河畔舍米耶接壤的市镇（或旧市镇、城区）包括：博蒙村、热尼耶、安德鲁瓦河畔洛谢、蒙特雷索尔、塞讷维耶尔、维勒卢万-库朗热。

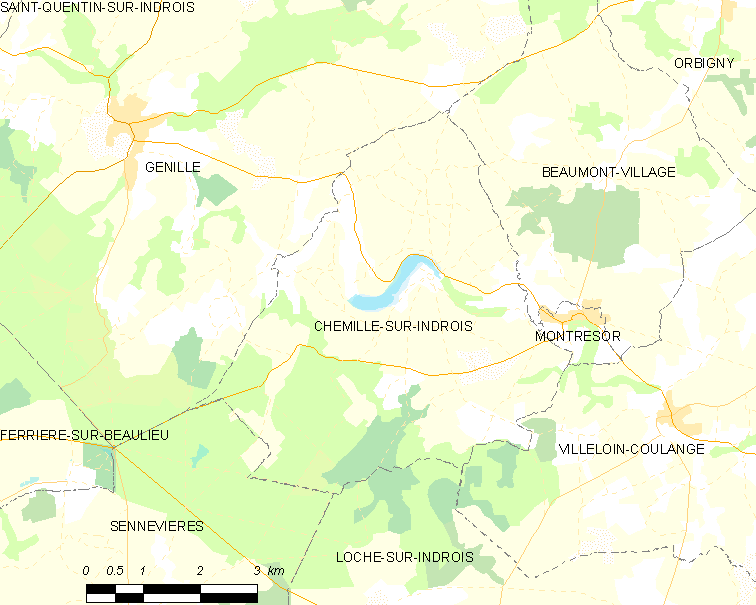
安德鲁瓦河畔舍米耶的OSM定位图

安德鲁瓦河畔舍米耶的时区为UTC+01:00、UTC+02:00（夏令时）。

## 行政
安德鲁瓦河畔舍米耶的邮政编码为37460，INSEE市镇编码为37069。

## 政治
安德鲁瓦河畔舍米耶所属的省级选区为洛什县。

## 人口

1962-2008年间安德鲁瓦河畔舍米耶人口变化图示

安德鲁瓦河畔舍米耶于2022年1月1日时的人口数量为230人。